# Tre montagne sacre
Le Tre montagne sacre del Giappone (三霊山?, Sanreizan) sono tre montagne venerate dalla tradizione in Giappone.
Esse comprendono:
- il Monte Fuji (富士山?, Fuji-san), la montagna più alta e famosa del Giappone, patrimonio dell'umanità dell'UNESCO;
- il Monte Haku (白山?, Haku-san, "montagna bianca"), nota per il suo sito patrimonio dell'umanità dell'UNESCO, Shirakawago (白川郷); e
- il Monte Tate (立山?, Tate-yama, "montagna eretta"), noto per i suoi onsen 温泉 (sorgenti calde) e le acque blu cobalto di Mikurigaike (みくりが池). È noto anche per la sua Jigokudani (地獄谷) fumante (Valle dell'Inferno).[4][2]

## Galleria d'immagini

Il Monte Fuji
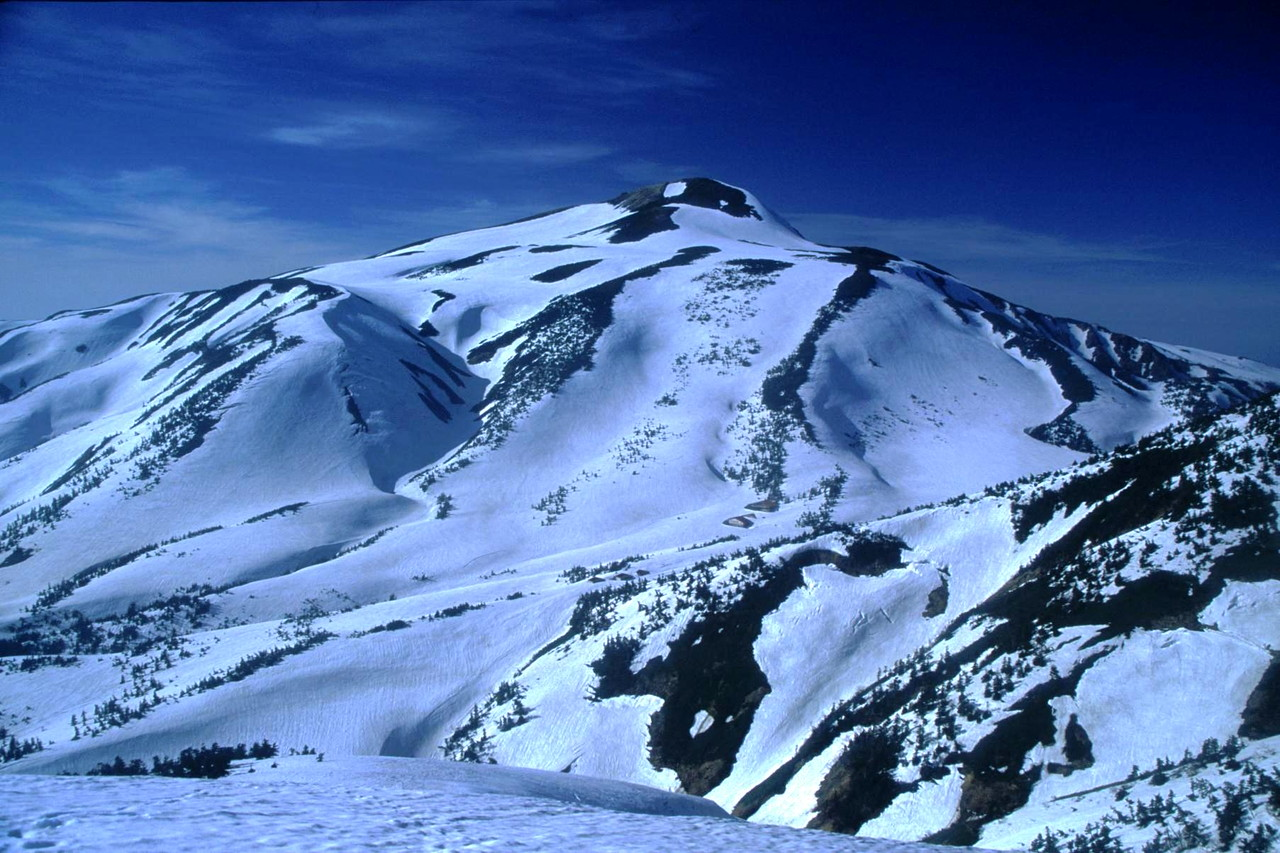
Il Monte Haku
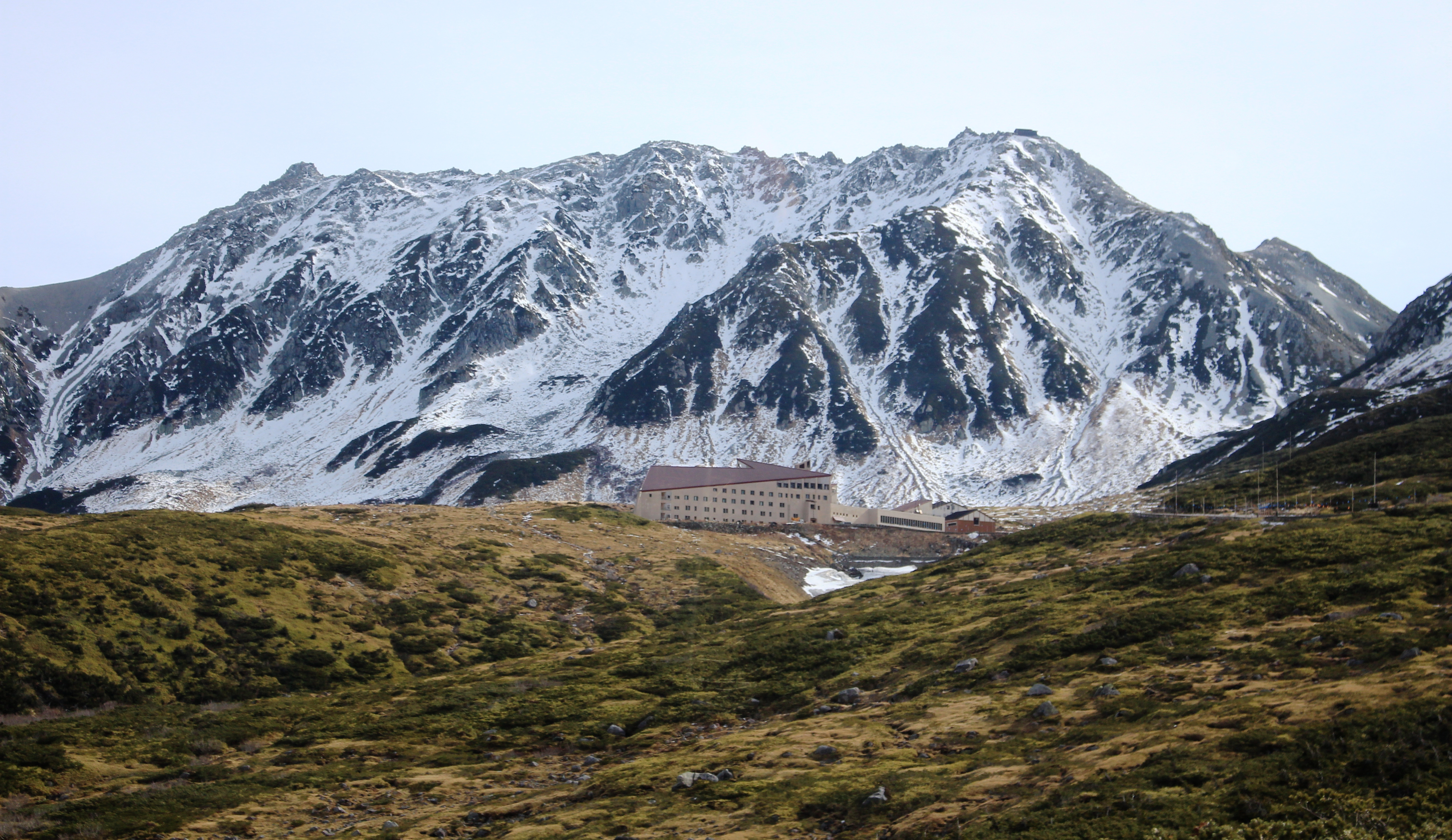
Il Monte Tate